# فارس العقيل
فارس فهد العقيل (مواليد 1 يوليو 1998) هو لاعب كرة قدم سعودي.
مثل نادي النصر في الفئات السنية و نادي الرياض و نادي كميت و نادي الأنوار.